# 広瀬正
広瀬 正（ひろせ ただし、1924年9月30日 - 1972年3月9日）は、日本の小説家、SF作家、推理作家、ジャズ・サックス奏者、クラシックカーモデル製作者。
時間をテーマにしたSF作品を多く残し、「時に憑かれた作家」とも呼ばれる。本名は広瀬 祥吉（ひろせ しょうきち）。

## 生涯
東京市京橋区（現在の東京都中央区）に生まれる。
1942年 - 日本大学旧工学部（現日本大学理工学部）建築科に入学。1952年 - ジャズバンド「広瀬正とスカイトーンズ」を結成。1960年 - 「広瀬正とスカイトーンズ」、借金のため解散。
1961年 - デビュー作『殺そうとした』が『宝石』臨時増刊号に掲載される。また同年、同人誌『宇宙塵』に参加。
1963年 - 日本推理作家協会会員となる。
1965年 - 『宇宙塵』に処女長編『マイナス・ゼロ』を連載。また、この頃、パロディ創作集団「パロディ・ギャング」を水野良太郎、伊藤典夫、豊田有恒と結成。のちに豊田・伊藤が抜け、片岡義男、小鷹信光が加入。さらにのちにしとう・きねおが参加した。竜の子プロダクションのアニメーション『宇宙エース』の脚本を執筆。
1966年～1968年 - 友人の鳥海尽三・鈴木良武らとの三木瀬たかしもしくは三木瀬隆の合同ペンネームを用いて、テレビアニメのシナリオを執筆。
1970年 - 『マイナス・ゼロ』刊行、作家活動に復帰。河出書房新社での担当編集者は龍円正憲。『マイナス・ゼロ』により第64回直木賞候補に推されたが落選。
1971年 - 『ツィス』、『エロス』刊行。『ツィス』により第65回、『エロス』により第66回の直木賞にそれぞれ推されたが、ともに落選。『マイナス・ゼロ』に続き、いずれの回も司馬遼太郎のみが激賞したが、他の委員がすべて反対して、受賞にいたらなかった。
1972年 - 3月9日心臓発作により急逝、享年47。「三月九日の昼過ぎ、広瀬正は赤坂の路上をいそぎ足に歩いていた。少し時間に遅れていたからだ。（略）同時刻、赤坂の路上にいたある人は、自分の前をいそぎ足に歩いていく肥り気味の中年男性が、突然、崩れるように歩道の上にのめりこんでいくのを目撃した。（後略）」（筒井康隆編『'72 日本SFベスト集成』解説より）「葬儀は小雨の中で行われ、SF作家のほとんど全員が列席した。彼の棺には「タイム・マシン搭乗者」と書かれていた。」（『'71 日本SFベスト集成』収録「二重人格」解説より）　同年6月『鏡の国のアリス』『T型フォード殺人事件』が刊行された。
1973年 - 短編集である『タイムマシンのつくり方』が刊行。日本SF大会において『鏡の国のアリス』が星雲賞日本長編部門を受賞したことが発表された。

## エピソード
- 日活時代の藤田敏八が、『マイナス・ゼロ』を映画化しようとして、広瀬と共同で脚本まで執筆したという。だが、過去の銀座のセットを作るのに予算がかかりすぎるため、企画は没となった。脚本は棺に納められたという[3]。
- 同映画脚本は、1972年の『宇宙塵』5月号～8月号（No.164-No.167）に全文掲載されている。脚本では、原作から大きく改変されていた部分がある。
- 脚本作家として活躍していたマッハGoGoGo の第一話では、「3番、ロータス、ドライバー、ヒロセ・タダシ君」のナレーションが流れていた。

## テレビ

### 脚本
- ビッグX TBS 1964 ～ 1965
- 宇宙エース CX 1965 ～ 1966
- W3（三木瀬隆名義） CX 1965 ～ 1966
- 海賊王子（三木瀬たかし名義） NET 1966
- 魔法使いサリー（三木瀬たかし名義）NET 1966 ～ 1968
- マッハGoGoGo CX 1967 ～ 1968
- ひみつのアッコちゃん（三木瀬たかし名義） NET 1969 ～ 1970

### 原作
- もしも・あの時 NHK 1977(原作「エロス─もう一つの過去」）

## 作品リスト
2015年1月現在、以下の全作品・短編集は集英社文庫版が再版を続けており、購入可能である。
- 単行本
  - 『マイナス・ゼロ』河出書房新社、1970年9月
  - 『ツィス』河出書房新社、1971年4月
  - 『エロス』河出書房新社、1971年11月
  - 『鏡の国のアリス』河出書房新社、1972年6月
  - 『T型フォード殺人事件』講談社（新鋭推理作家書下しシリーズ）、1972年6月
    - 『T型フォード殺人事件』講談社（ロマン・ブックス） 1973年

  - （短編集）『タイムマシンのつくり方』河出書房新社、1973年3月
- 全集
  - 『広瀬正・小説全集』全6巻、河出書房新社、1977年3月～8月 のち集英社文庫 1982年2月～7月
  - 『広瀬正・小説全集』全6巻　集英社文庫　復刊、2008年7月

## 参考資料
- 『小説すばる』2009年1月号、牧眞司「あなたは広瀬正を知っていますか?」